# Yukarıboğaz, Tavas
Yukarıboğaz là một xã thuộc huyện Tavas, tỉnh Denizli, Thổ Nhĩ Kỳ. Dân số thời điểm năm 2010 là 273 người.